# 이인손
이인손(李仁孫, 1395년 ~ 1463년)은 조선의 문신이다. 본관은 광주(廣州), 자는 중윤(仲胤), 호는 풍애(楓厓)이다.

## 생애
1417년(태종 17) 식년문과에 급제하여 검열에 등용되고, 이어 사헌부 감찰을 지냈다. 1429년(세종 11) 천추사(千秋使)의 서장관으로 명(明)에 다녀온 후 형조좌랑과 대사헌 등을 역임하였다. 1454년(단종 2) 수양대군(首陽大君)이 계유정난(癸酉靖難)을 일으켜 정권을 잡게 되자 호조판서에 승진되었고, 이듬해 세조의 즉위와 함께 원종공신(原從功臣) 2등에 봉해졌다. 이후 판중추부사와 우찬성 을 거쳐 1459년(세조 5) 우의정에 오른 뒤 곧 치사(致仕)하였다. 시호는 충희(忠僖)이다.

## 가족
- 조부 : 둔촌(遁村) 이집(李集)
  - 부 : 형조참의 이지직(李之直)
    - 아들 : 영의정 이극배(李克培, 1422~1495)
    - 아들 : 형조판서 이극감(李克堪, 1427~1465)
    - 아들 : 좌찬성 이극돈(李克墩, 1435~1503)
    - 아들 : 좌의정 이극균(李克均, 1437~1504)

## 묘소
이인손 묘는 경기도 여주시 세종대왕면 신지리 새미실마을의 북쪽으로 뻗어 내린 북성산의 나지막한 줄기에 자리 잡고 있다. 초장지는 왕대리(세종대왕릉)이었는데 영릉이 천장(遷葬)되면서 지금의 자리로 이장하였다. 2012년 7월 11일 여주시의 향토유적 제18호로 지정되었다.